# Robert Last
Robert Last (* 1921 in Bremen; † 1986) war ein deutscher Schlagzeuger.

## Leben
Der älteste Bruder von Werner Last (bekannt als Kai Warner) und Hans Last (bekannt als James Last) hatte zusammen mit seinen Brüdern im Tanz- und Unterhaltungsorchester von Radio Bremen und im Last-Becker Ensemble gespielt, ging 1956 in die USA und studierte Schlagzeug bei Sonny Igoe, dem Drummer von Woody Herman. Er spielte in New York u. a. im Spiegelkabinett des Metropole-Cafes am Broadway. Nach sechs Jahren kehrte er nach Deutschland zurück. 1965 wurde er erster Schlagzeuger der James Last-Band und des Orchesters Kai Warner. Er spielte auch bei Helmut Zacharias, Günter Fuhlisch und Bert Kaempfert. 
Anfang der 1970er Jahre gründete er ein eigenes Studio-Orchester und veröffentlichte einige Langspielplatten als happy dancing-Reihe, die von der Decca im royal-stereo-sound veröffentlicht wurden. Seine erste LP war die „Non stop Musical Party“ (1970).
Weitere Aufnahmen sind die Alben: „happy dancing 2/non stop western party“, „happy dancing 3/non stop schiwago party“, „happy dancing 4/die aktuelle Non-stop Hit-Party“, „happy dancing 5/die aktuelle Non-stop Hit-Party“, „Happy Dancing/28 unvergessene Melodien aus den Zwanzigern“, „Happy Dancing/28 unvergessene Melodien aus den Dreißigern“. 
Auf einer Südafrika-Tournee warf James Last ihn wegen Unzuverlässigkeit aus der Band. Seither spielte er nur noch gelegentlich bei Studioaufnahmen in der Band seines Bruders.
Robert Last verstarb 1986.